# Chloroclystis coelica
Pasiphila coelica là một loài bướm đêm trong họ Geometridae.